# Lüzhu
Lüzhu (kinesiska: 绿珠, 绿珠镇) är en köping i Kina. Den ligger i den autonoma regionen Guangxi, i den södra delen av landet, omkring 180 kilometer öster om regionhuvudstaden Nanning.
Genomsnittlig årsnederbörd är 2 419 millimeter. Den regnigaste månaden är juli, med i genomsnitt 403 mm nederbörd, och den torraste är januari, med 40 mm nederbörd.